# (35670) 1998 SU27
1998 أس يو 27 (ويعرف أيضًا باسم (35670) 1998 أس يو 27 وفق تسمية الكوكب الصغير) (بالإنجليزية: 1998 SU27)‏ هو كويكب ضمن حزام الكويكبات؛ وترتيبه 35670 من حيث الاكتشاف.
اكتُشف هذا الجُرم الفلكي بواسطة بحث لنكولن عن الكويكبات القريبة من الأرض في 24 سبتمبر 1998.

## وصلات خارجية
- (35670) 1998 SU27 في قاعدة بيانات مختبر الدفع النفاث لأجرام النظام الشمسي الصغيرة

- الاكتشاف · مخطط المدار ·  العناصر المدارية · المعلمات المادية

- (35670) 1998 SU27 على موقع ويكي سكاي: DSS2, SDSS, GALEX, IRAS, Hydrogen α, X-Ray, Astrophoto, Sky Map, Articles and images